# Чехия
Че́хия (чеш. и словац. Česko, МФА (чешск.): [ˈʧɛskɔ], пол. Czechy, официальное название — Че́шская Респу́блика (аббревиатура — ЧР), чеш. Česká republika (аббревиатура — ČR), МФА (чешск.): [ˈʧɛskaː ˈrɛpuˌblɪka]) — государство в Центральной Европе. Граничит с Польшей на северо-востоке (длина границы — 796 км), Германией — на северо-западе и западе (810 км), Австрией — на юге (466 км) и Словакией — на юго-востоке (252 км). Общая протяжённость границы — 2324 км. Площадь — 78 866 км².
Современная Чехия образовалась в результате распада Чехословакии (Бархатный развод) 1 января 1993 года. Страна включает исторические области — Богемию, Моравию и часть Силезии. Относится к развитым странам. 
Столица и крупнейший город страны — Прага, другие крупные города — Брно, Острава, Пльзень, Либерец, Оломоуц, Ческе-Будеёвице, Градец-Кралове, Пардубице и Усти-над-Лабем. Государственный язык — чешский — один из славянских (западнославянских) языков.
Унитарное государство, парламентская республика. Президент с 9 марта 2023 года — Петр Павел, председатель правительства с 17 декабря 2021 года — Петр Фиала.
С 12 марта 1999 года Чехия — член НАТО, с 1 мая 2004 года — член Европейского союза.

## Этимология
Название страны происходит от этнонима славянского племени чехов, известного с V века. В свою очередь, этноним «чех» образован при помощи уменьшительного форманта *-xъ от праслав. *čel-, отражённого в словах *čelověkъ и *čelędь, то есть внутренняя форма этого слова — «член рода».
В римских источниках I в. н. э. территория упоминается как «Боигем» (Boiohaemum) — «страна бойев» (кельтское племя), откуда произошло название «Богемия».

## География
Территория Чехии составляет 78,9 тыс. квадратных километров, протяжённость с востока на запад составляет 493 км, а с севера на юг — 278 км. Чешский ландшафт весьма разнообразен. Западная часть (Богемия) лежит в бассейнах рек Лабы (Эльба) и Влтавы (Молдау), окружённых в основном низкими горами (Судеты и их часть — Крконоши), где находится высочайшая точка страны — гора Снежка, высотой 1603 м. Моравия, восточная часть, также достаточно холмиста и в основном лежит в бассейне реки Морава (Марх). В Моравии же расположен исток реки Одры (Одер).
Реки из не имеющей выхода к морю Чехии текут в три моря: в Северное, Балтийское и Чёрное.

Общегеографическая карта Чешской республики
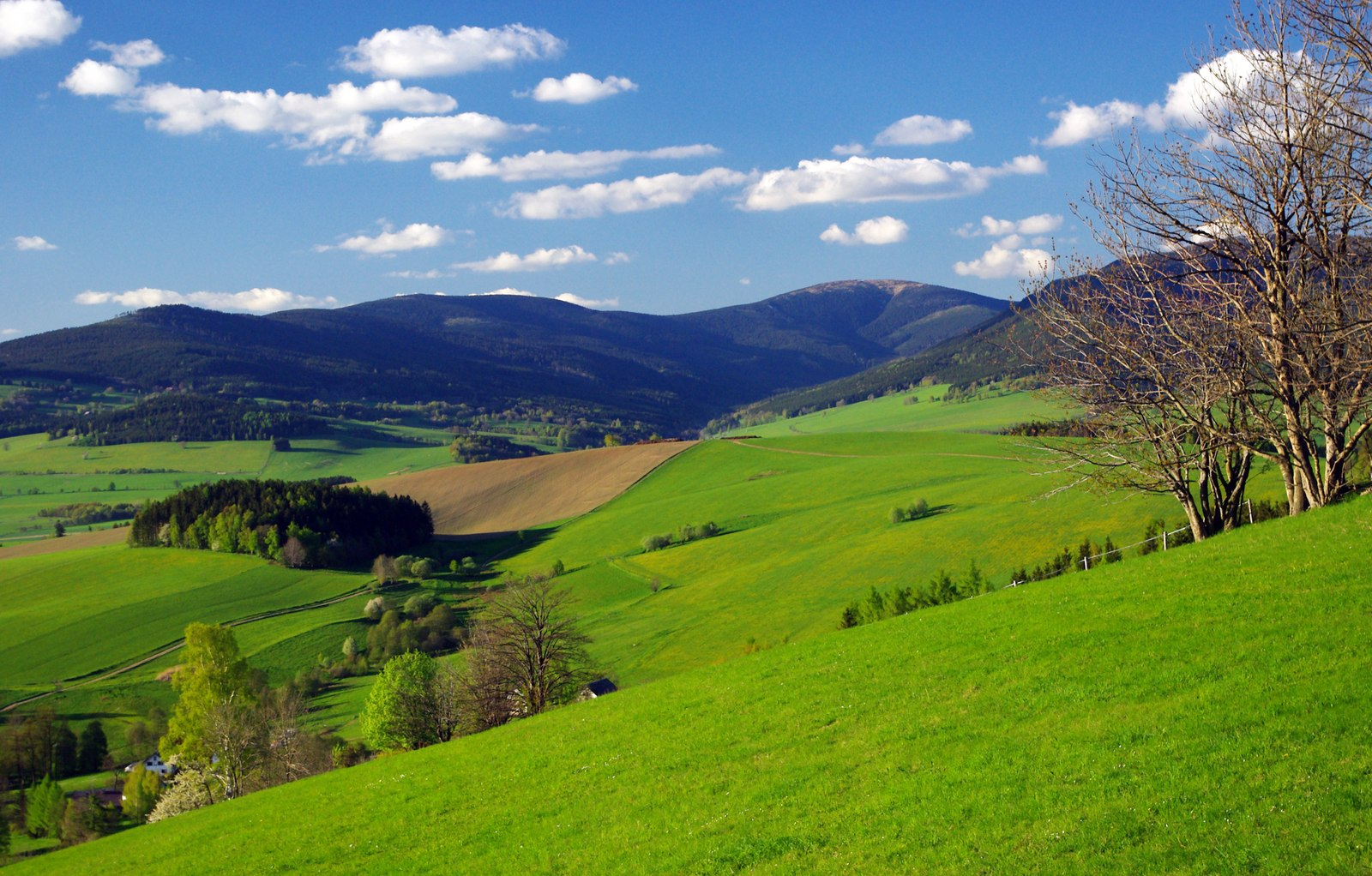
Кралицки-Снежник — ландшафт Моравии
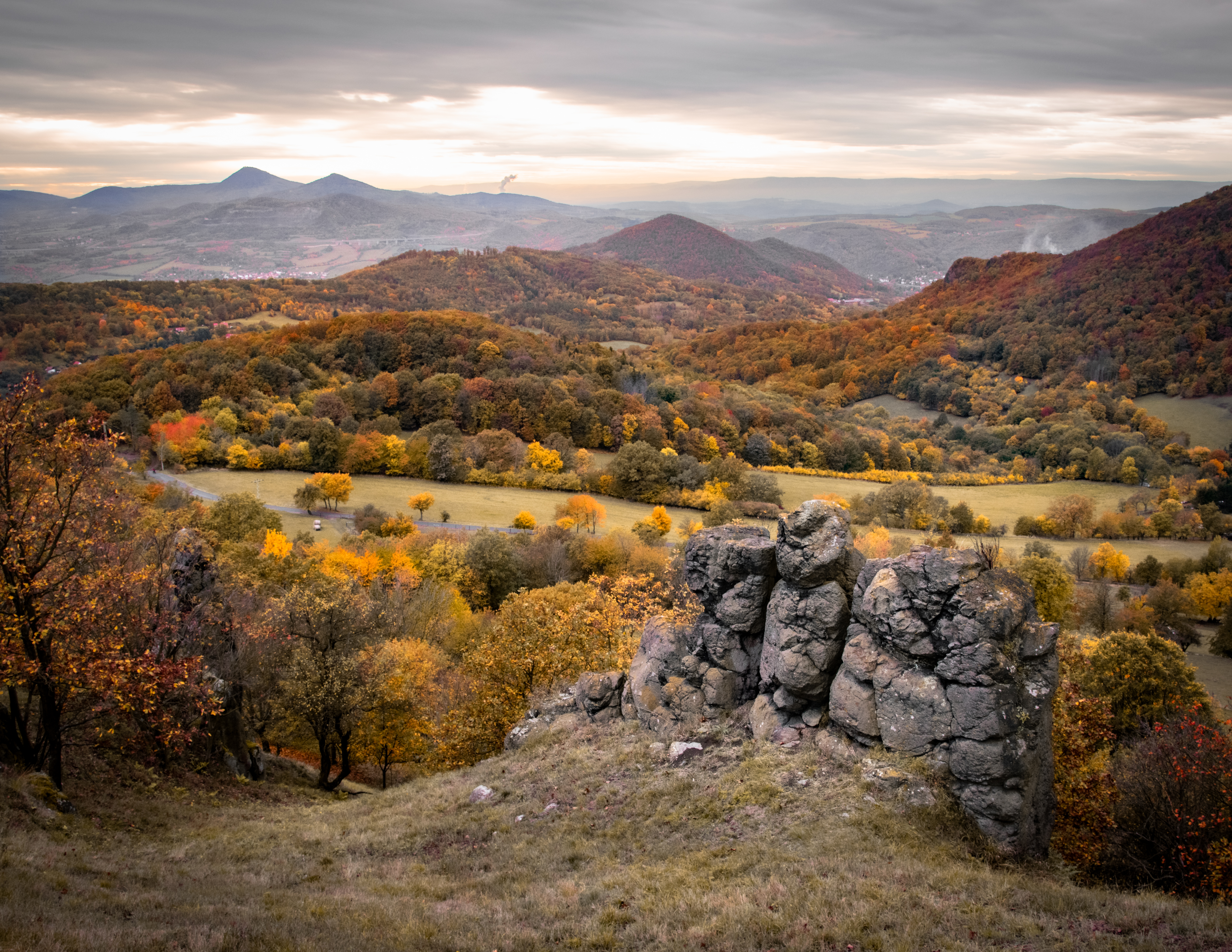
Возвышенности Чехии
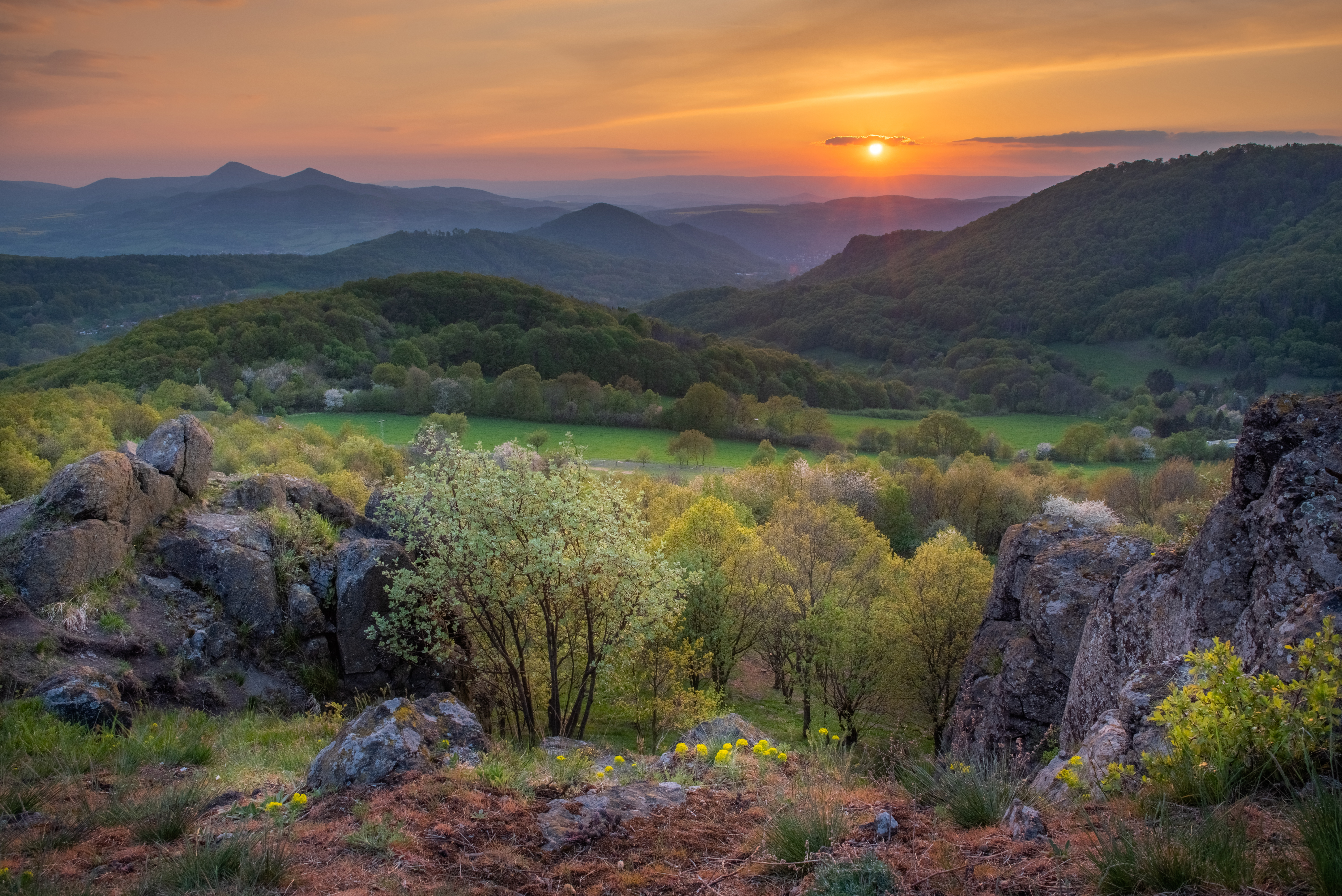
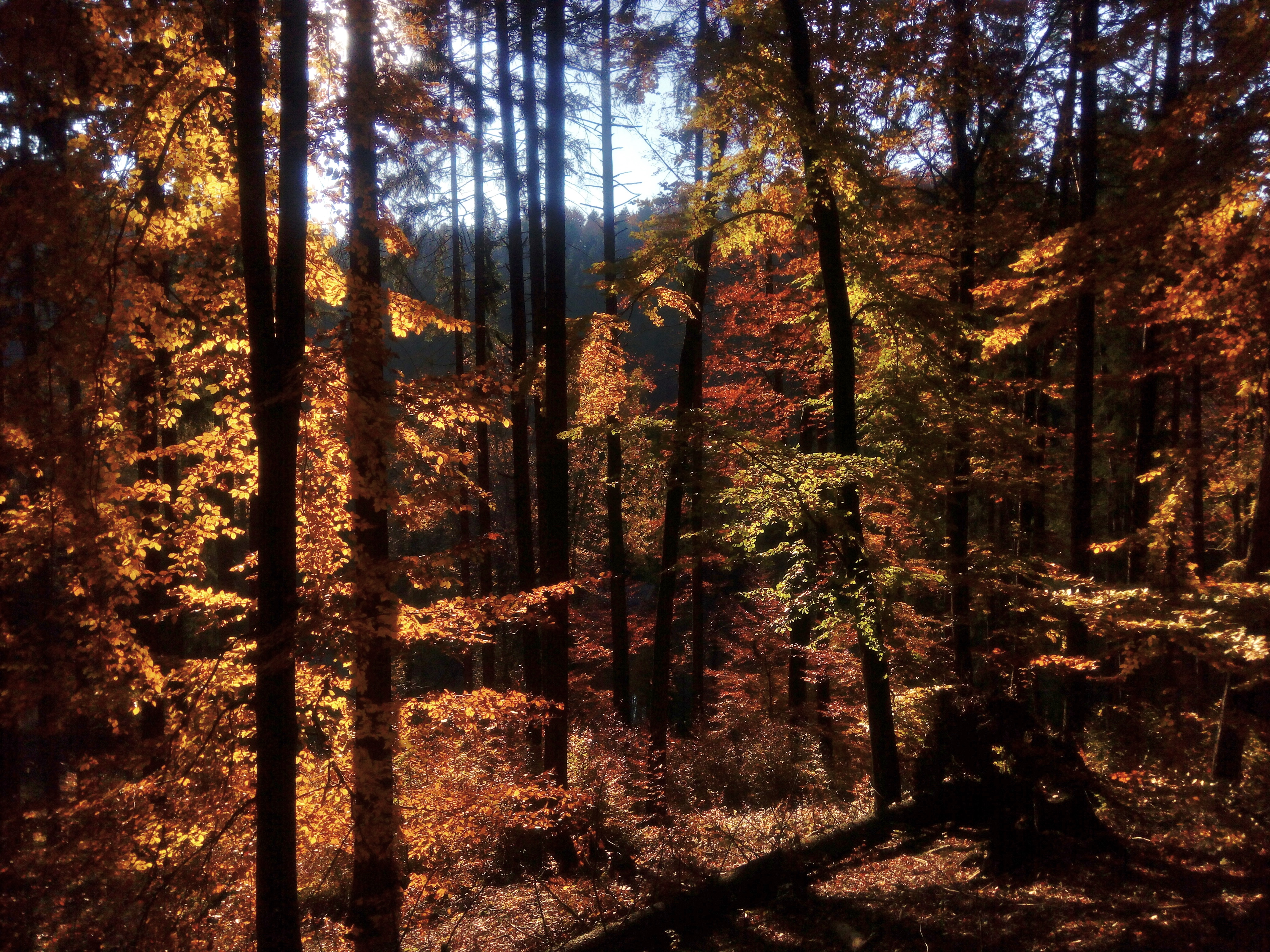
Осенний лес

### Климат
Климат страны — умеренный с тёплым летом и холодной, пасмурной и влажной зимой — определяется смешением морского и континентального влияния. 
Погода в Чехии летом достаточно благоприятная и без резких перепадов, так как горы, окружающие Чехию по всему периметру, не дают возможности проникать ветрам. Зимой в чешских горах выпадает достаточное количество снега, что способствует открытию лыжных курортов как на юге, так и на севере страны.

### Экология
На большей части территории Чехии воздух и во́ды серьёзно загрязнены промышленными предприятиями, автомобильным транспортом и выбросами домашних хозяйств. Особенно сильно выделяется промышленная зона Остравы, где расположены металлургические предприятия. Воздух там настолько загрязнён, что это существенно сказывается на продолжительности жизни (в Остравской агломерации — по подсчётам — примерно на 1,8 года ниже, чем в среднем по Чехии).
Воздух в Праге и Брно тоже существенно загрязнён, в частности, бензпиреном.
Завод «Сполхимия» в Усти-над-Лабем только в одном 2013 году выпустил в воздух 677 кг ртути и её соединений. В Йиглаве находится крупнейший в Европе завод по производству ДСП, который выбрасывает в воздух формальдегид.
Почвы в русле реки Йиглава содержат высокие концентрации свинца и меди.
В Дукованах (Южная Моравия), помимо атомной станции, находится хранилище ядерных отходов.
Повсеместное использование химических изделий, средств и пластика в огромных масштабах негативно сказывается на здоровье населения, многие страдают насморком и аллергией.

## История

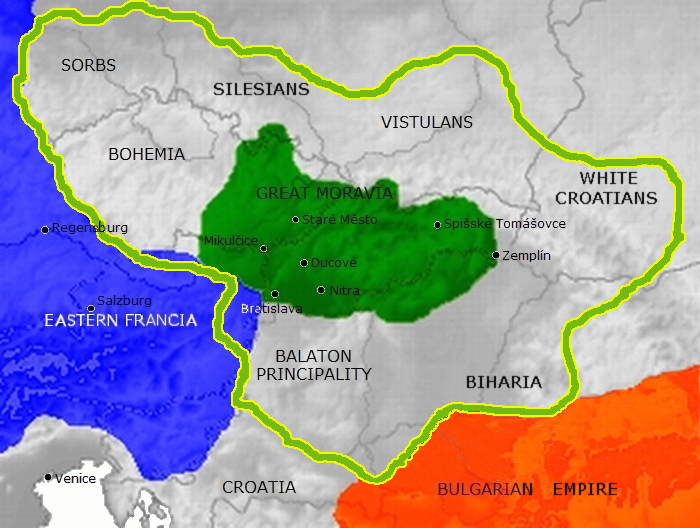
Расширение Великой Моравии

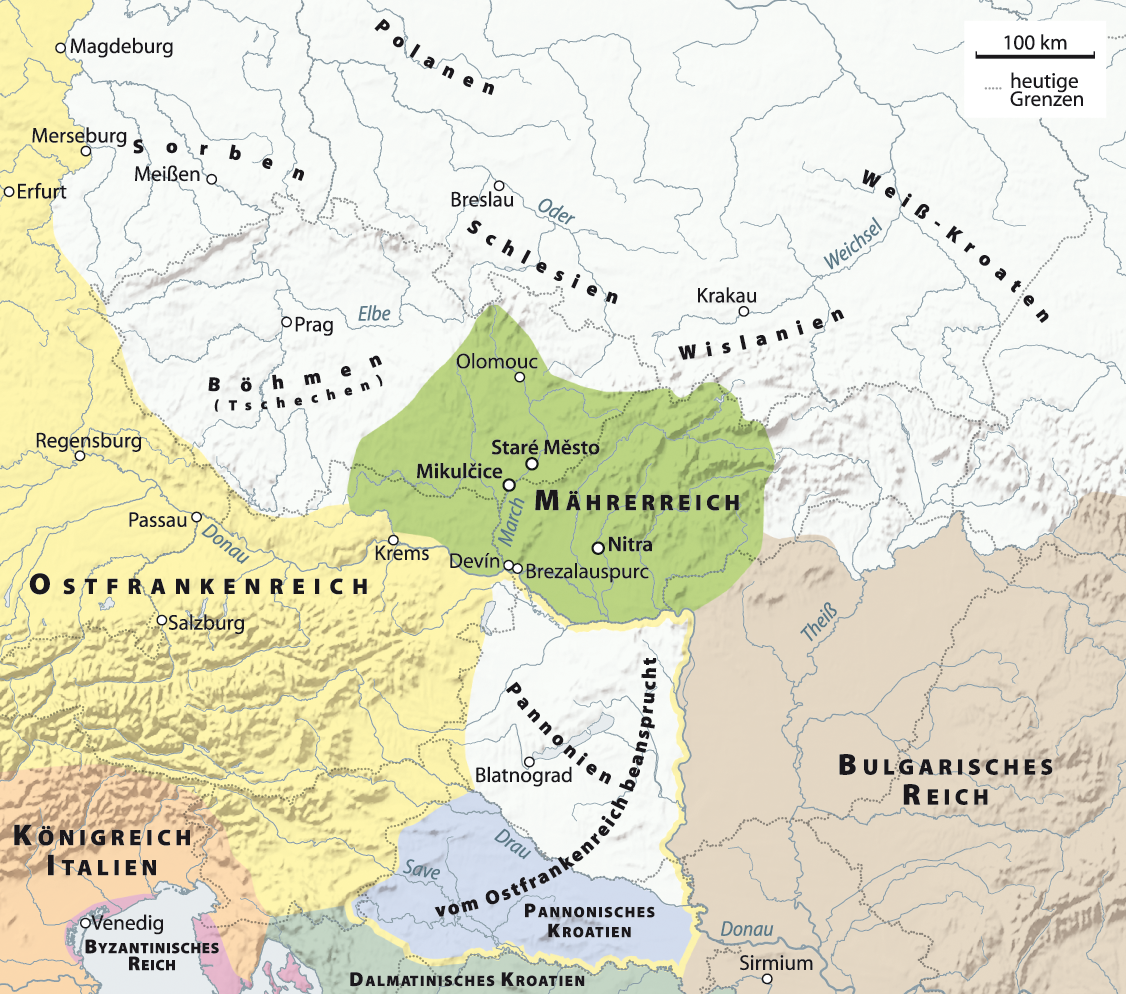
Карта Великой Моравии при Моймире I

В 846 году князь Великоморавской державы Моймир I распространил свою власть на территорию Чехии. В конце IX века чешские земли были объединены Пржемысловичами. В «Чешской хронике» Козьмы Пражского можно прочесть: «В лето от Рождества Христова 894. Был крещён Борживой, первый князь святой христианской веры», однако вопрос достоверности этих сведений вызывает споры.

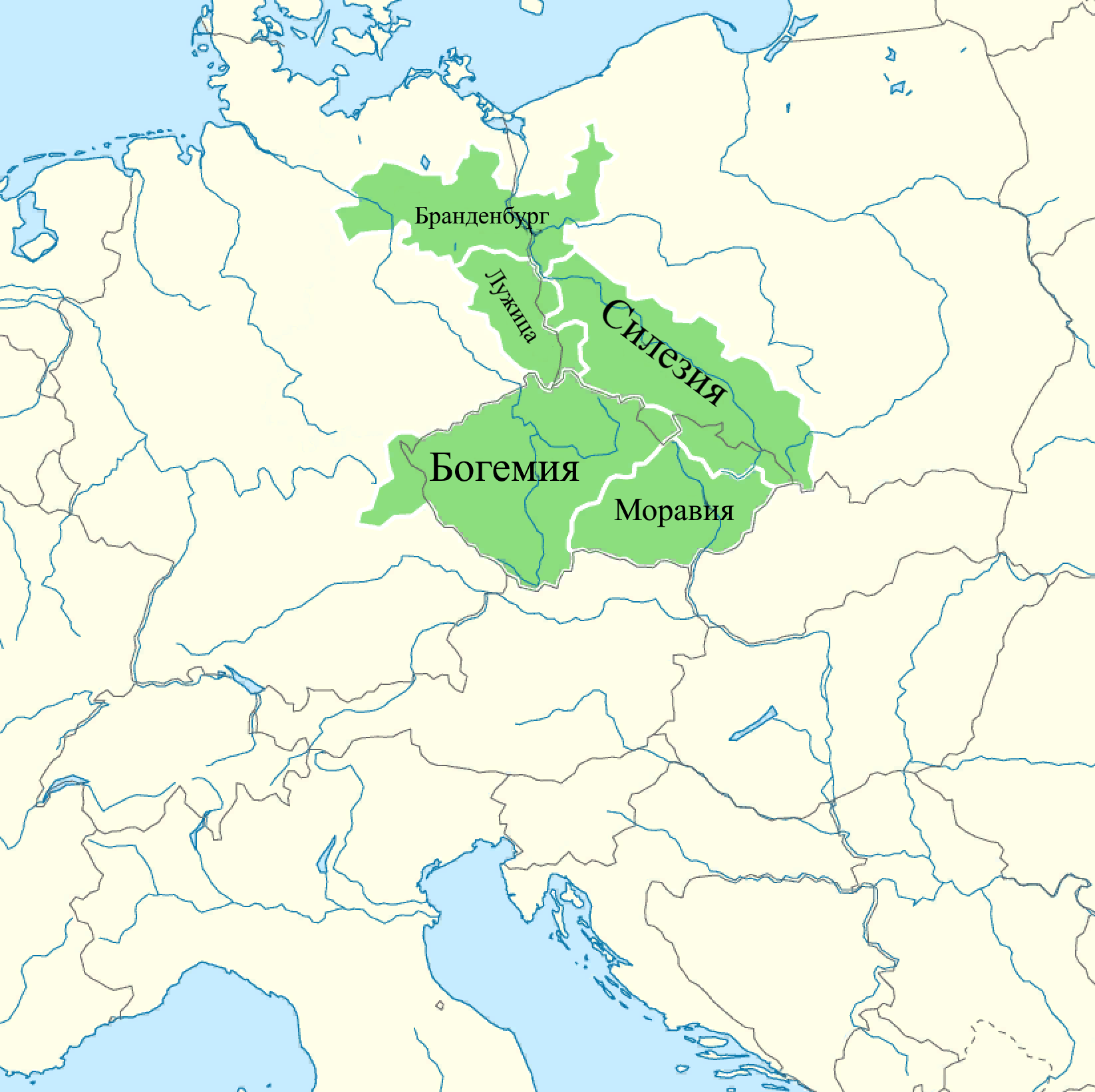
Земли Чешской короны при Карле IV Люксембургском (Кареле I)

Королевство Чехия (Богемия) обладало значительной силой, но религиозные конфликты (гуситские войны в XV веке и Тридцатилетняя война в XVII веке) ослабили и опустошили его. Позднее оно попало под влияние Габсбургов и стало частью Австро-Венгрии, став коронными землями Богемия, Моравия и Силезия.
Вследствие распада этого государства после Первой мировой войны Чехия, Словакия и Подкарпатская Русь объединились и сформировали независимую республику Чехословакия в 1918 году. В этой стране проживало достаточно большое этническое немецкое меньшинство, что стало поводом расформирования Чехословакии, когда Германия добилась аннексии Судетской области после подписания Мюнхенского соглашения 1938 года, что привело к отделению Словакии. Оставшееся Чешское государство было оккупировано Германией в 1939 году и стало называться Протекторат Богемии и Моравии.
В мае 1945 в Праге произошло Пражское восстание. Утром 6 мая передовые части 1-й дивизии Комитета освобождения народов России (КОНР) под командованием генерал-майора Буняченко вступили в первые бои с эсэсовцами у Збраслава и Радотина, а затем и вся дивизия вступила в город, заняв южные, юго-западные и западные районы Праги. В 3 часа ночи 9 мая 1945 года передовые части 3-й гвардейской и 4-й гвардейской танковых армий 1-го Украинского фронта вступили в Прагу.

После Второй мировой войны Чехословакия попала в советскую сферу влияния и стала социалистической страной (ЧССР). 

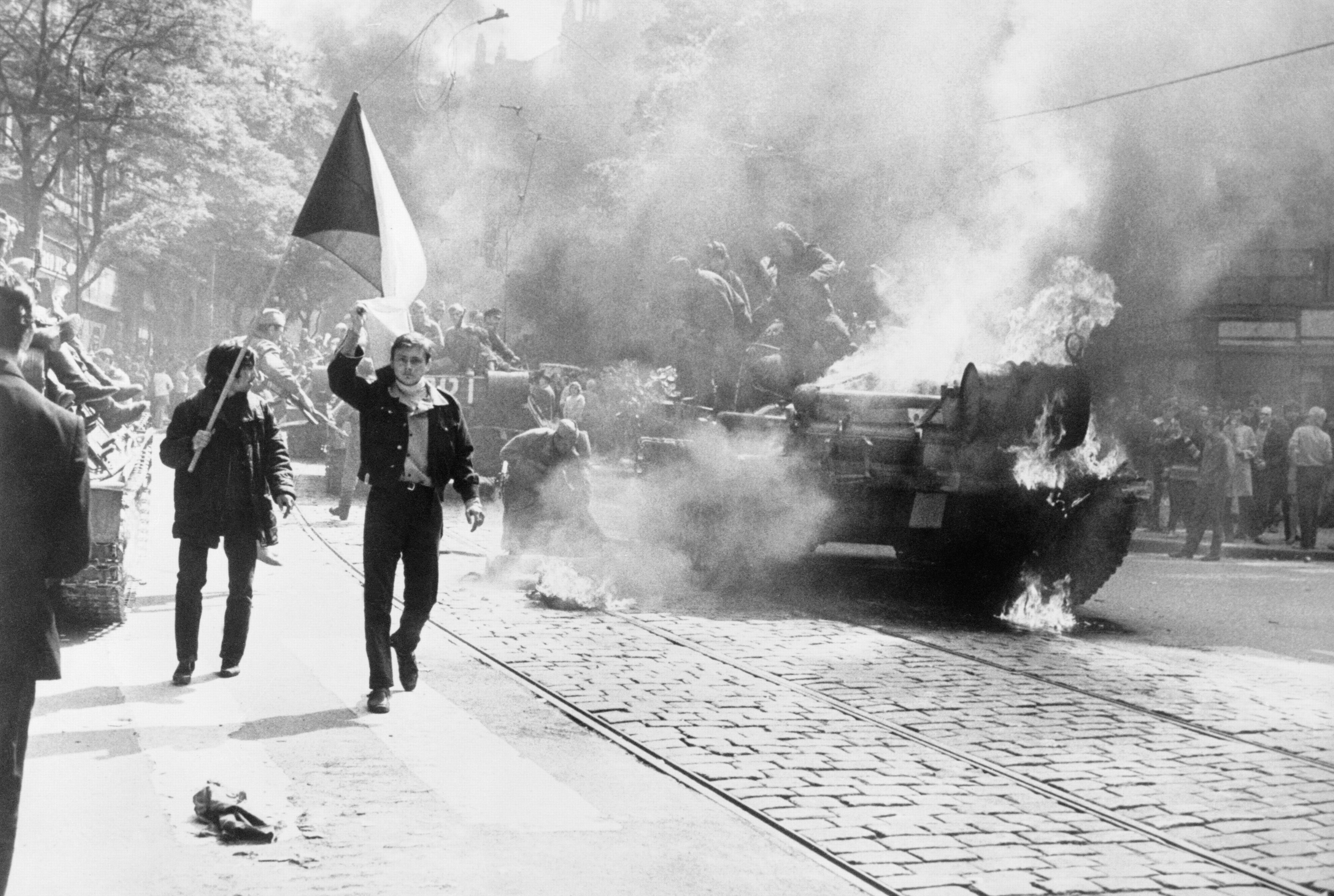
Чешские демонстранты на фоне советского горящего танка, 1968 год

В 1968 году вторжение войск Варшавского договора покончило с попытками лидеров страны под руководством Александра Дубчека либерализовать партийное правление и создать «Социализм с человеческим лицом» во время Пражской весны.
В 1989 году Чехословакия свернула с пути социалистического развития в результате Бархатной революции. 1 января 1993 года страна мирно разделилась на две, с образованием независимых Чехии и Словакии («бархатный развод»).
В 1998 году ко власти в Чехии после парламентских выборов пришли левые, социал-демократическая партия сформировала новое правительство, председателем которого стал Милош Земан.
В 2003 году, после 10-летнего периода президентства, свой пост покинул Вацлав Гавел, ставший символом демократических преобразований в стране. Его преемником на посту президента стал его соратник Вацлав Клаус, также имевший большой авторитет в стране.
Чехия вступила в НАТО в 1999 году и в Европейский союз в 2004 году. Одновременно со вступлением в ЕС Чехия подписала Шенгенское соглашение, и с 21 декабря 2007 года был отменён пограничный контроль на наземных границах Чехии. 31 марта 2008 года контроль был также отменён и на авиарейсах, прибывающих из стран Шенгенского соглашения. В 2009 и 2022 годах Чехия была государством — председателем Совета Европейского союза, каждый раз на 6 месяцев.

## Государственное устройство
Чехия — парламентская республика. Глава государства — президент, избираемый всенародными прямыми выборами. Ему предоставлены особые полномочия: предлагать судей Конституционного суда, распускать парламент при определённых условиях, накладывать вето на законы. Он также назначает председателя Правительства Чешской Республики (премьер-министра), устанавливающего направление внутренней и внешней политики, а также других членов правительственного кабинета по представлению премьер-министра. Первоначально президент избирался парламентом, но с 2012 года в Чехии действует закон о прямых всенародных выборах президента страны. Первые всеобщие выборы президента прошли в январе 2013 года.
Парламент Чехии — двухпалатный, состоящий из Палаты депутатов (Poslanecká sněmovna) и Сената (Senát). 200 депутатов Палаты избираются на 4-летний срок, на базе пропорционального представительства. 81 член Сената служит в течение шестилетнего срока, с переизбранием трети состава каждые два года на основе мажоритарных выборов.
Палата депутатов Чешской Республики — высший законодательный орган государства, полномочный поставить вопрос о доверии Правительству (по требованию не менее 50 депутатов). Проект закона, принятый Палатой депутатов, может не одобрить Сенат. В отличие от Сената, Палата депутатов может быть распущена президентом ещё до истечения срока полномочий, при этом назначаются досрочные выборы.
Правительство Чехии функционирует на основании закона № 2/1969 «О создании министерств и других центральных органов государственного управления Чешской социалистической республики» с последующими дополнениями. На 2024 год существуют 14 министерств и 17 других органов центрального государственного управления (например, Офис центрального правительства или Чешский офис статистики). Центральный аппарат государства также включает различные административные органы с полномочиями на национальном уровне, подчиняющиеся одному из министерств, которые не упоминаются в Законе (например, Чешская торговая инспекция или Центральный земельный офис). Этот же закон определяет сферу деятельности и ответственности министерств.

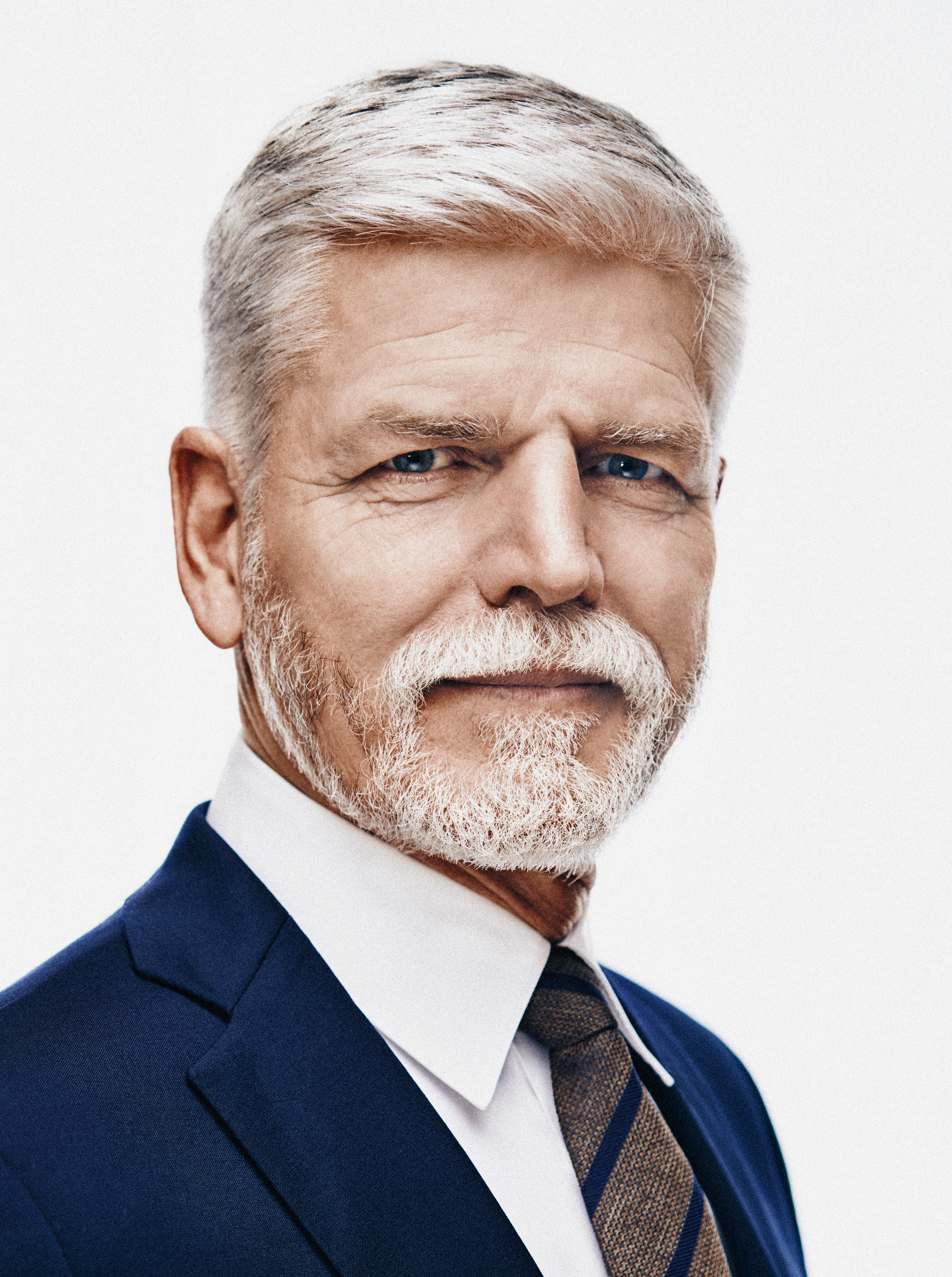
Президент Чехии Петр Павел

Орган конституционного надзора — Конституционный суд Чешской Республики — назначается Президентом, и его члены служат в течение 10 лет.
На выборах 2021 года в Палату депутатов голоса распределились таким образом:
1. Коалиция «Вместе» (ODS, KDU-ČSL и TOP 09) — 27,79 % (71 мандат),
2. ANO 2011 — 27,12 % (72 мандата),
3. Коалиция «Пираты и Старосты» (Чешская пиратская партия и Старосты и независимые) — 15,62 % (37 мандатов),
4. «Свобода и прямая демократия» — 9,56 % (20 мандатов).

Остальные политические субъекты набрали менее 5 % каждый.
Участвовало избирателей: 65,43 %.

### Правовая система
Высший судебный орган — Верховный суд Чешской Республики, суды апелляционной инстанции — высшие суды (Vrchní soud), суды второй инстанции — краевые суды (Krajský soud), низшее звено судебной системы — окружные суды первой инстанции (Okresní soud), орган прокурорского надзора — Верховная прокуратура (Nejvyšší státní zastupitelství), высшие прокуратуры (vrchní státní zastupitelství), краевые прокуратуры (krajské státní zastupitelství), окружные прокуратуры (okresní státní zastupitelství).
Административное судопроизводство осуществляется на двух уровнях — окружными судами и Наивысшим административным судом ЧР в Брно (Nejvyšší správní soud České republiky).

### Политические партии
Чешская социал-демократическая партия, Коммунистическая партия Чехии и Моравии, Гражданская демократическая партия, ANO 2011, Чешская пиратская партия, Христианско-демократический союз — Чехословацкая народная партия, ТОП 09 и другие.

### Административное деление
Чехия состоит из столицы (hlavní město) и 13 краёв (kraje, ед. ч. — kraj):
| # | Край                                          | Административный центр              | Население (2004 г.) | Население (2008 г.) | Население (2011 г.) |
| - | --------------------------------------------- | ----------------------------------- | ------------------- | ------------------- | ------------------- |
| A | Прага, столица (Hlavní město Praha)           | Прага, столица (Hlavní město Praha) | 1 170 571           | 1 223 368           | 1 268 796           |
| S | Среднечешский край (Středočeský kraj)         | органы власти расположены в Праге   | 1 144 071           | 1 214 356           | 1 289 211           |
| C | Южночешский край (Jihočeský kraj)             | Ческе-Будеёвице                     | 625 712             | 634 408             | 628 336             |
| P | Пльзеньский край (Plzeňský kraj)              | Пльзень                             | 549 618             | 565 029             | 570 401             |
| K | Карловарский край (Karlovarský kraj)          | Карловы Вары                        | 304 588             | 308 450             | 295 595             |
| U | Устецкий край (Ústecký kraj)                  | Усти-над-Лабем                      | 822 133             | 835 260             | 808 961             |
| L | Либерецкий край (Liberecký kraj)              | Либерец                             | 427 563             | 435 755             | 432 439             |
| H | Краловеградецкий край (Královéhradecký kraj)  | Градец-Кралове                      | 547 296             | 553 503             | 547 916             |
| E | Пардубицкий край (Pardubický kraj)            | Пардубице                           | 505 285             | 513 949             | 511 627             |
| M | Оломоуцкий край (Olomoucký kraj)              | Оломоуц                             | 635 126             | 641 897             | 628 427             |
| T | Моравскосилезский край (Moravskoslezský kraj) | Острава                             | 1 257 554           | 1 250 066           | 1 205 834           |
| B | Южноморавский край (Jihomoravský kraj)        | Брно                                | 1 123 201           | 1 143 389           | 1 163 508           |
| Z | Злинский край (Zlínský kraj)                  | Злин                                | 590 706             | 591 026             | 579 944             |
| J | Край Высочина (Vysočina)                      | Йиглава                             | 517 153             | 514 470             | 505 565             |

Административное деление Чехии

Края делятся на районы (okresy) и статутные города (statutární město), районы делятся на города (město) и общины (obec), статутные города делятся на городские округа (městský obvod). Столица делится на городские округа и городские части (městská část).
Представительные органы краёв — краевые представительства (zastupitelstva krajů), состоящие из представителей (zastupitelé). Исполнительные органы краёв — краевые советы (rada kraje), состоящие из краевого гетмана (krajský hejtman) и краевых советников, и краевые управления (krajské úřady), состоящие из краевых профессиональных чиновников (zaměstnanci kraje).
Представительные органы городов — городские представительства (zastupitelstva měst), состоящие из представителей (zastupitelé). Исполнительные органы городов — городские советы (rada města), состоящие из приматора (primátor) в больших городах или старосты — в малых, и городских советников, а также городские управления (městské úřady) (в статутных городах — магистраты (magistrát)), состоящие из профессиональных городских чиновников.
Представительные органы общин — представительства общин (zastupitelstva obcí), состоящие из представителей (zastupitelé). Исполнительные органы общин — общинные советы (rada obce), состоящие из старосты (starosta) и общинных советников, и общинные управления (obecní úřady), состоящие из общинных профессиональных чиновников (zaměstnanci obce).
Представительные органы городских округов — окружные представительства (obvodní zastupitelstva), исполнительные органы — окружные управления (obvodní úřady) во главе со старостами округов.
Представительные органы городских частей — представительства городских частей (zastupitelstvo městské části), исполнительные органы — управления городских частей (úřad městské části) во главе со старостами городских частей.

## Экономика

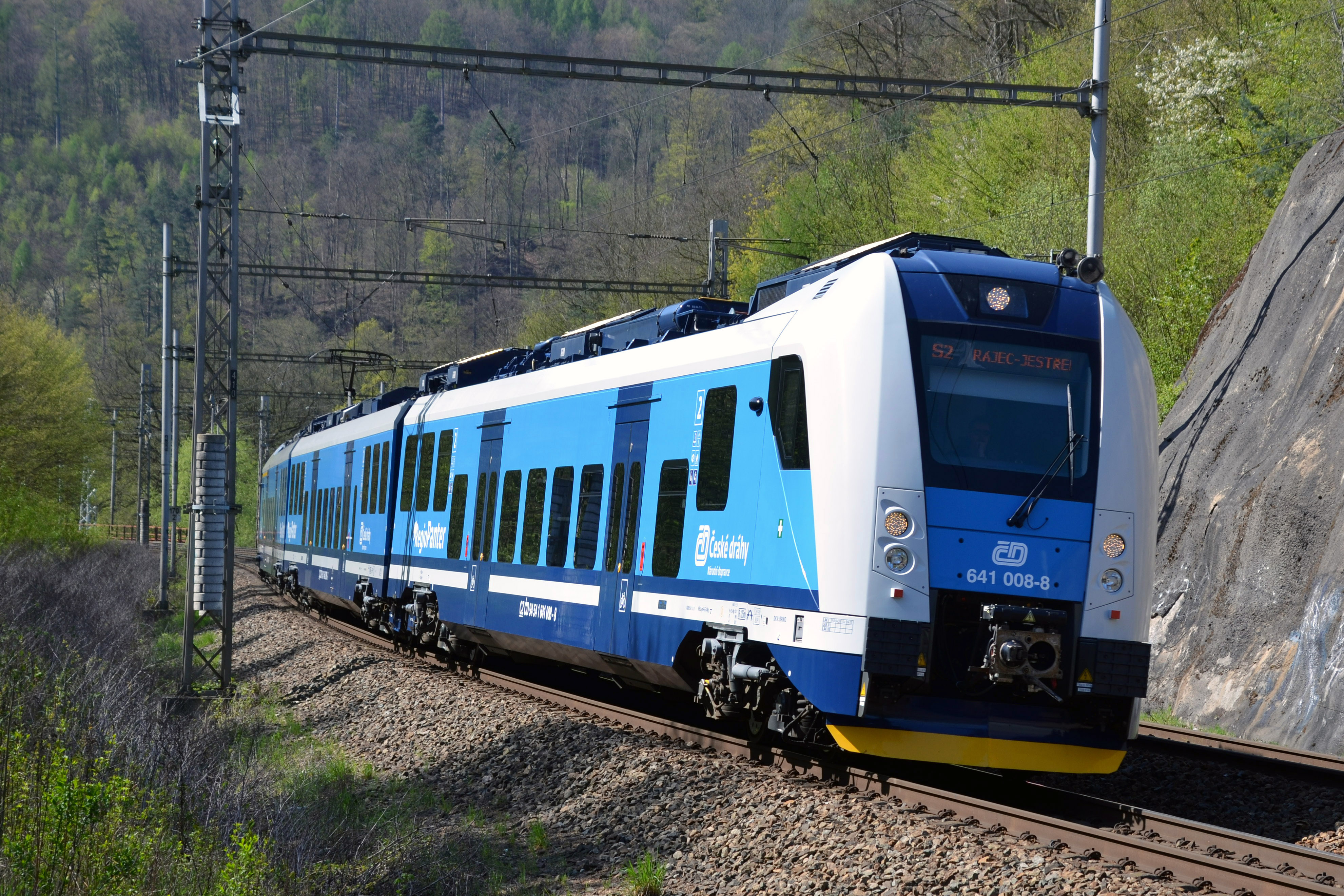
Škoda 7Ev

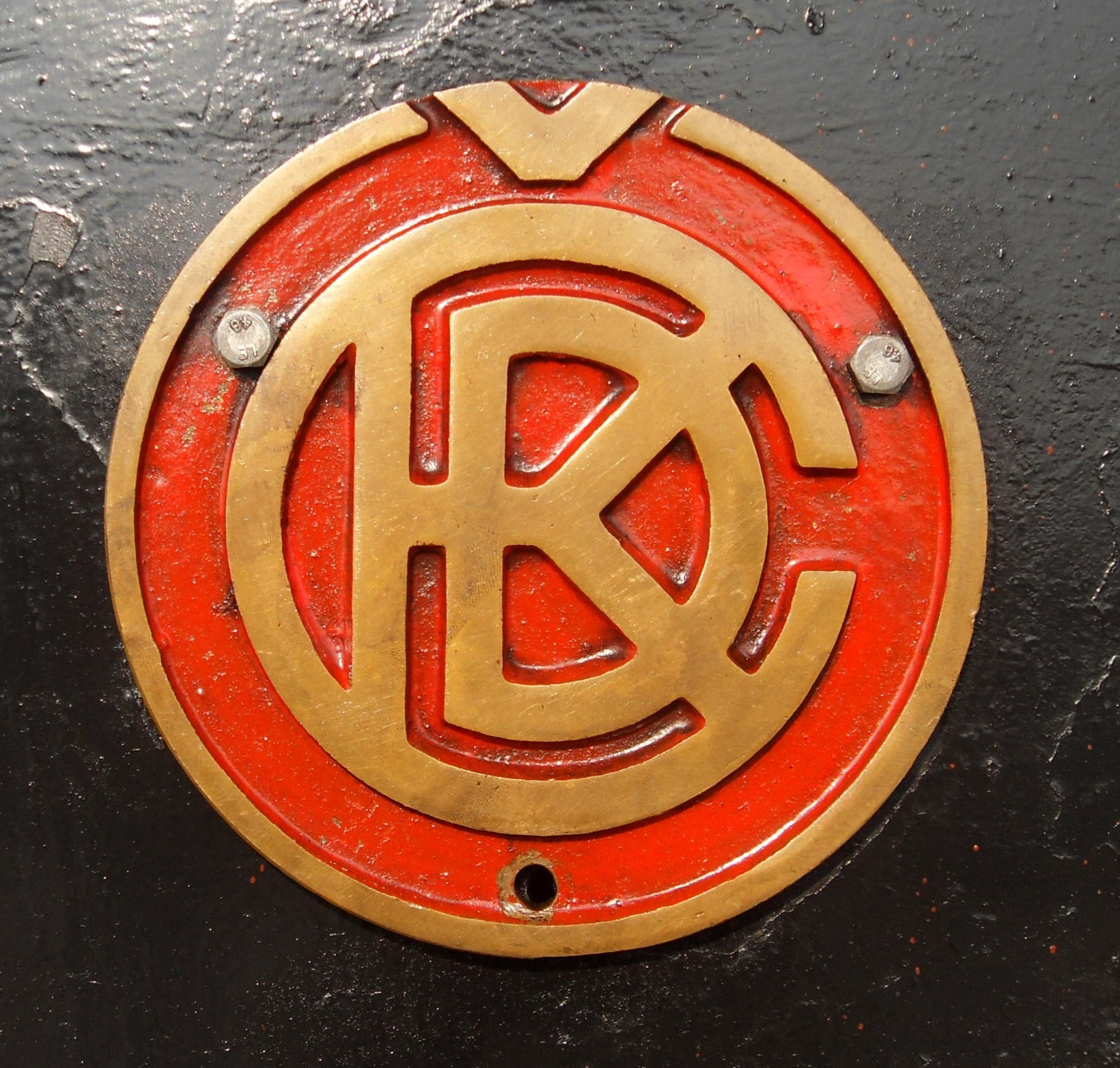
Торговая марка известного машиностроительного концерна ČKD, созданного в 1927 году после множества слияний

Чехия — индустриальная страна. Основные отрасли — топливно-энергетическая, металлургия, машиностроение, химическая, лёгкая и пищевая.
Среди всех посткоммунистических государств Чехия обладает одной из наиболее стабильных и успешных экономических систем. Её основа — промышленность (машиностроение, электротехника и электроника, химия, пищевая промышленность, чёрная металлургия) и сфера услуг. Доля сельского и лесного хозяйства, а также горнодобывающей промышленности незначительна и продолжает уменьшаться.

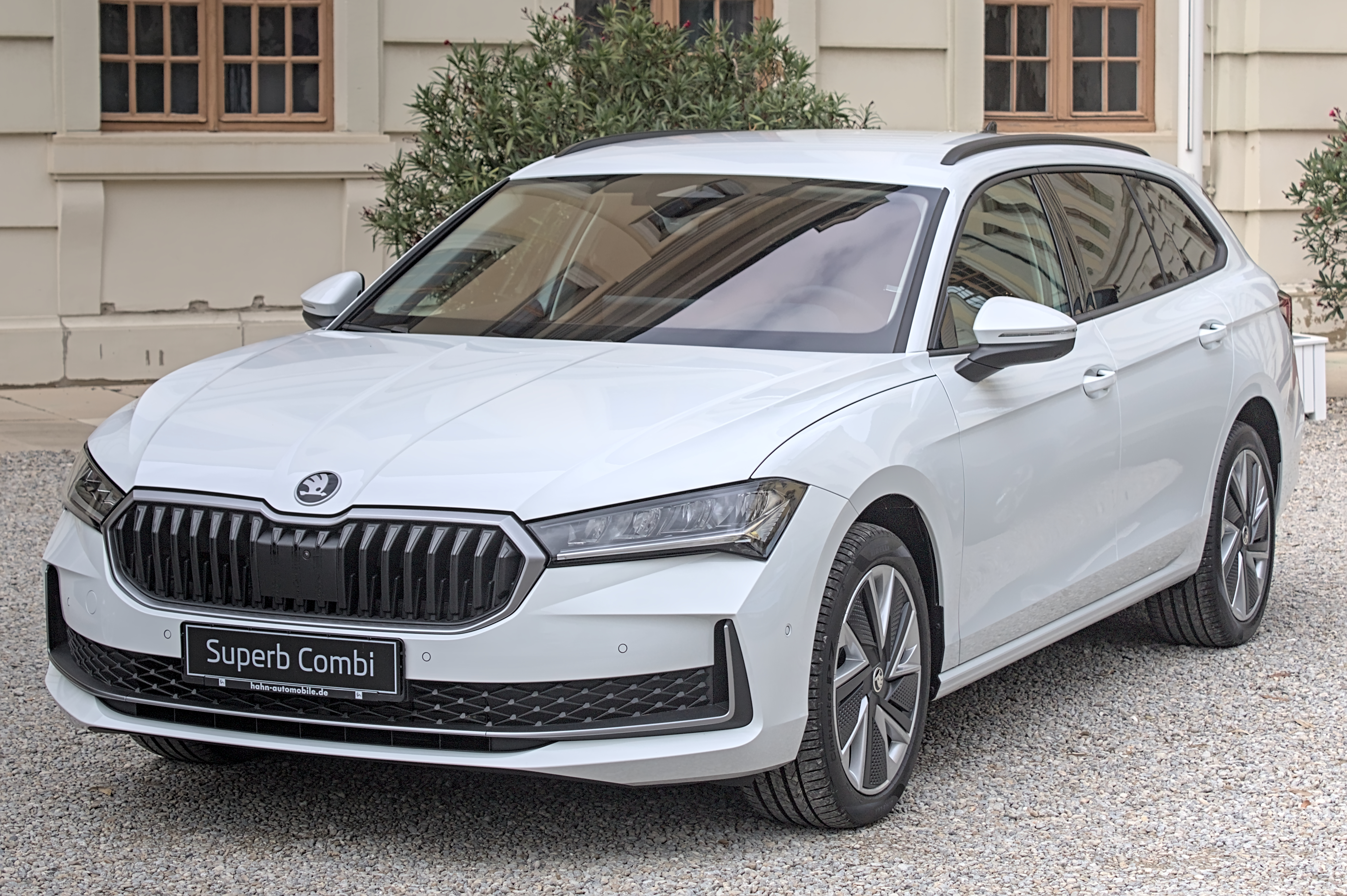
Škoda Auto — один из крупнейших производителей автомобилей в Европе. В 2014 году было продано рекордное количество — 1 037 226 автомобилей.

После падения социализма в 1989 году Чехия унаследовала от ЧССР структуру экономики, которая в новых условиях оказалась энергетически неэффективной, неэкологичной и устаревшей с отраслевой точки зрения. Непропорционально большую долю занимала чёрная металлургия на привозном сырье, тяжёлое машиностроение и военная промышленность. Ассортимент производимых товаров значительно превышал объективные возможности страны, что вело к мелкосерийности производства и снижению его эффективности. Внешняя торговля подчинялась директивам СЭВ, ориентировалась на нужды СССР и по сравнению с развитыми странами была незначительной.
Ещё до распада ЧССР (ЧСФР в последние годы) в 1990—1992 годах были произведены некоторые принципиальные перемены — отмена централизованного регулирования большинства оптовых и розничных цен, введение свободы частного предпринимательства, ликвидация монополии внешней торговли и т. п. 90-е годы XX века отмечены значительными изменениями отношений собственности — были произведены т. н. малая и большая приватизация, а также реституция собственности, национализированной после установления коммунистического режима в 1948 году. В результате доля государства в ВВП с 97 % сократилась до менее чем 20 %. Открытие страны притоку иностранного капитала вызвало прилив зарубежных инвестиций, по уровню которых на душу населения страна — бесспорный лидер не только в Центральной и Восточной Европе, но и в международном масштабе. Это помогло в относительно короткий срок осуществить реструктуризацию и модернизацию промышленности и развитие необходимой технической и вспомогательной инфраструктуры. Следствием перемен явилась переориентация экономики с СССР на Западную Европу.

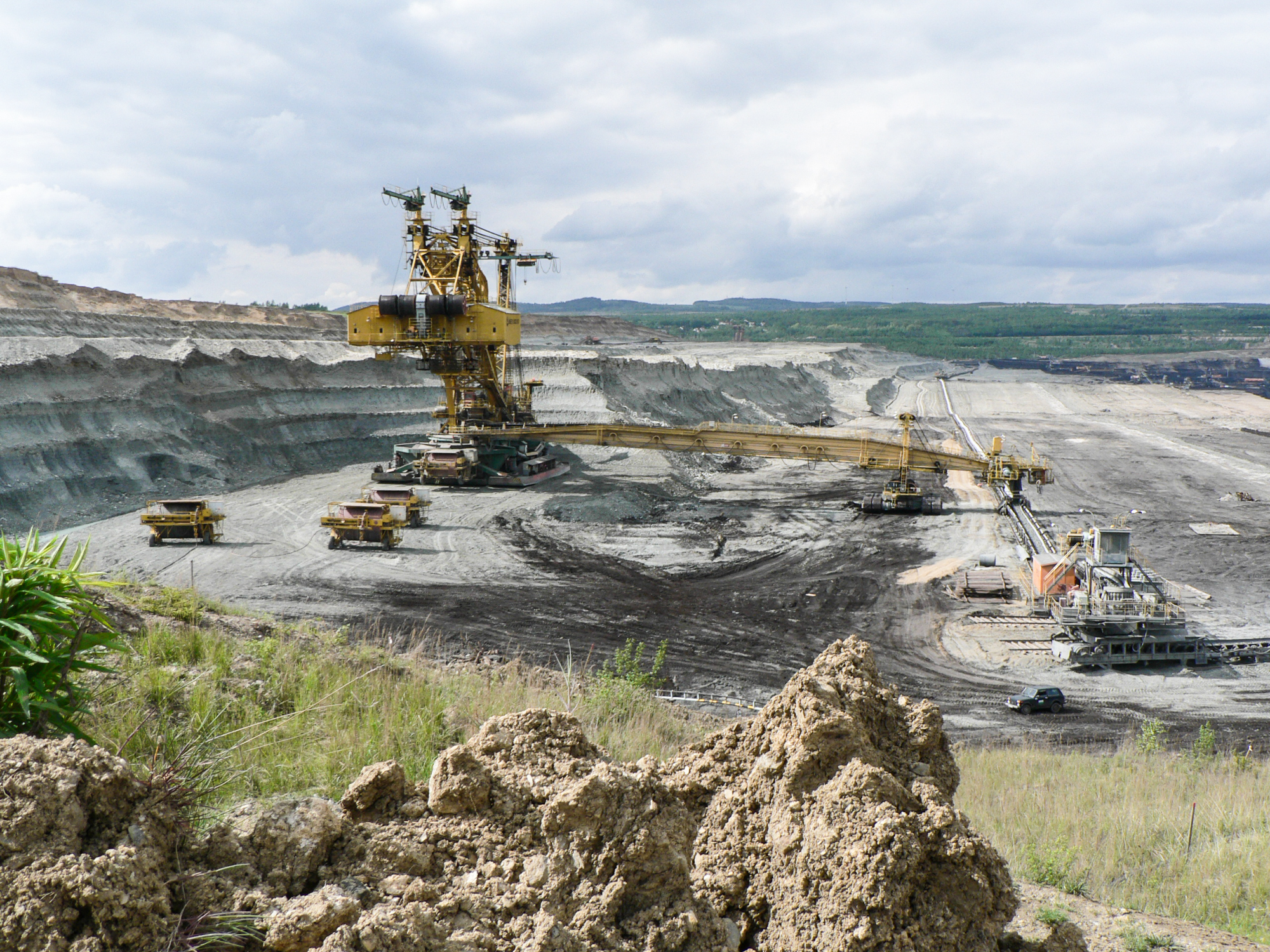
Угольная промышленность, Соколов

В 1995 году Чехия первой среди всех бывших коммунистических стран была принята в Организацию экономического сотрудничества и развития.
Денежная единица Чехии — крона (1 крона = 100 геллеров), которая с 1995 года полностью конвертируема. В отличие от почти всех остальных посткоммунистических стран, Чехии удалось избежать гиперинфляции и резких девальваций национальной валюты. После некоторого ослабления кроны в конце 1990-х годов к настоящему времени её курс относительно главных мировых валют заметно вырос.
Вслед за начальными трудностями, вызванными распадом СЭВ, разделом страны и изменением структуры экономики, и последующим ростом чешская экономика в 1997—1998 годах испытала определённый кризис, выходить из которого она стала только с середины 1999 года. Результатом его был рост иностранной задолженности и скачок безработицы. Кризисные явления удалось преодолеть путём наращивания экспорта в страны рыночной экономики, прежде всего, Евросоюза (а в его рамках — Германии), привлечению зарубежных инвестиций и роста внутреннего потребления. После вступления в мае 2004 года в Европейский союз экономический рост Чехии заметно ускорился и, несмотря на в значительной мере популистскую  экономическую политику нескольких правительств социал-демократов, достиг 6—7 % в год.
Доля промышленности в ВВП, достигавшая к 1990 году 62 %, вначале уменьшилась наполовину, а в настоящее время растёт и достигает 38 %, что очень редко среди развитых стран. Чёрная металлургия и военная промышленность потеряли своё значение за счёт автомобильной и электротехнической промышленности, благодаря развитию которых с 2004 года Чехия имеет положительное сальдо внешнеторгового баланса, несмотря на быстрый рост цен на импортируемые энергоносители (нефть и газ). По размеру внешней торговли на душу населения страна — один из лидеров, опережающая Японию, Великобританию, Францию или Италию.
На развитие экономики Чехии в 2009 году сильнейшее негативное влияние оказал мировой финансовый кризис. В первом полугодии 2010 года экономика страны начала постепенно выходить из кризиса. По состоянию на 2020 год среди всех посткоммунистических стран мира Чехия имеет третий самый высокий нетто средний размер оплаты труда (после Эстонии — €1195,08 и Словении — €1181,35) и нетто минимальный (после Словении — €700 и Эстонии — €550,38). С 1 января 2025 года минимальный размер оплаты труда в Чехии составляет 20 800 Kč (€826,29, брутто) и 17 837 Kč (€708,58, нетто).

## Население

Динамика численности населения, 1997—2008 гг.

Население Чехии — около 10,5 млн человек. Основу населения (95 %) составляют чехи, говорящие на чешском языке, принадлежащем к группе западнославянских языков. Иностранцы составляют около 4 % населения страны. По данным переписи населения Чехии 2021 года, в стране самыми многочисленными национальными меньшинствами были: моравы (556 641 чел.), словаки (162 578 чел.), украинцы (92 892 чел.), вьетнамцы (38 723 чел.), поляки (38 218 чел.), русские (34 506 чел.), силезцы (31 301 чел.), немцы (24 632 чел), цыгане (21 691 чел.) и венгры (11 253 чел.). По данным переписи населения Чехии 2021 года, в стране самыми многочисленными группами иностранных граждан были: граждане Украины (150 505 чел.), граждане Словакии (95 821 чел.), граждане Вьетнама (54 256 чел.), граждане России (35 785 чел.), граждане Польши (14 450 чел.) и граждане Германии (5 615 чел.).

Национальности в ЧСР, 1930
чехи
словаки
поляки
украинцы
венгры
немцы

Чехия принадлежит к числу густонаселённых государств. Средняя плотность населения — 130 чел/км². Размещение населения на территории республики относительно равномерное. Наиболее густо населены области крупных городских агломераций — Прага, Брно, Острава, Пльзень (до 250 чел. на 1 км²). Наименьшую плотность населения имеют районы Чески-Крумлов и Прахатице (около 37 чел. на 1 км²). По состоянию на 1991 год, в Чешской Республике насчитывалось 5479 населённых пунктов. Чехия относится к высокоурбанизированным странам: в городах и городских посёлках проживает около 71 % населения, при этом более 50 % — в городах с населением свыше 20 тыс. жителей, доля сельского населения продолжает снижаться. В единственном мегаполисе Чехии — Праге — постоянно проживает 1 252 000 жителей (по состоянию 30.09.2014 г.). По состоянию на 2006 г., в Чехии есть 5 городов с населением более 100 000 жителей (Прага, Брно, Острава, Пльзень, Оломоуц), 17 городов с населением более 50 000 жителей и 44 — более 20 000 жителей.

Общая численность населения Чехии, достигнув послевоенного максимума в 1991 г. — 10 302 тыс. человек, в дальнейшем медленно снижалась до 2003 г., когда она составила чуть более 10 200 тыс. чел., однако с тех пор наблюдается небольшой прирост до 10 530 тыс. чел. — главным образом, вследствие увеличения потока мигрантов (прежде всего, из Украины, Словакии, России, Польши и стран бывшей Югославии). Естественный рост населения был отрицательным в период 1994—2005 гг., в 2006 г. наблюдается некоторый положительный рост вследствие повышения рождаемости и снижения смертности. Вместе с тем, уровень фертильности женщин недостаточен для воспроизводства населения (около 1,2 ребёнка на 1 женщину в репродуктивном возрасте). В последние годы Чехия вошла в число государств с минимальным уровнем младенческой смертности (менее 4 чел. на 1000 рождённых).

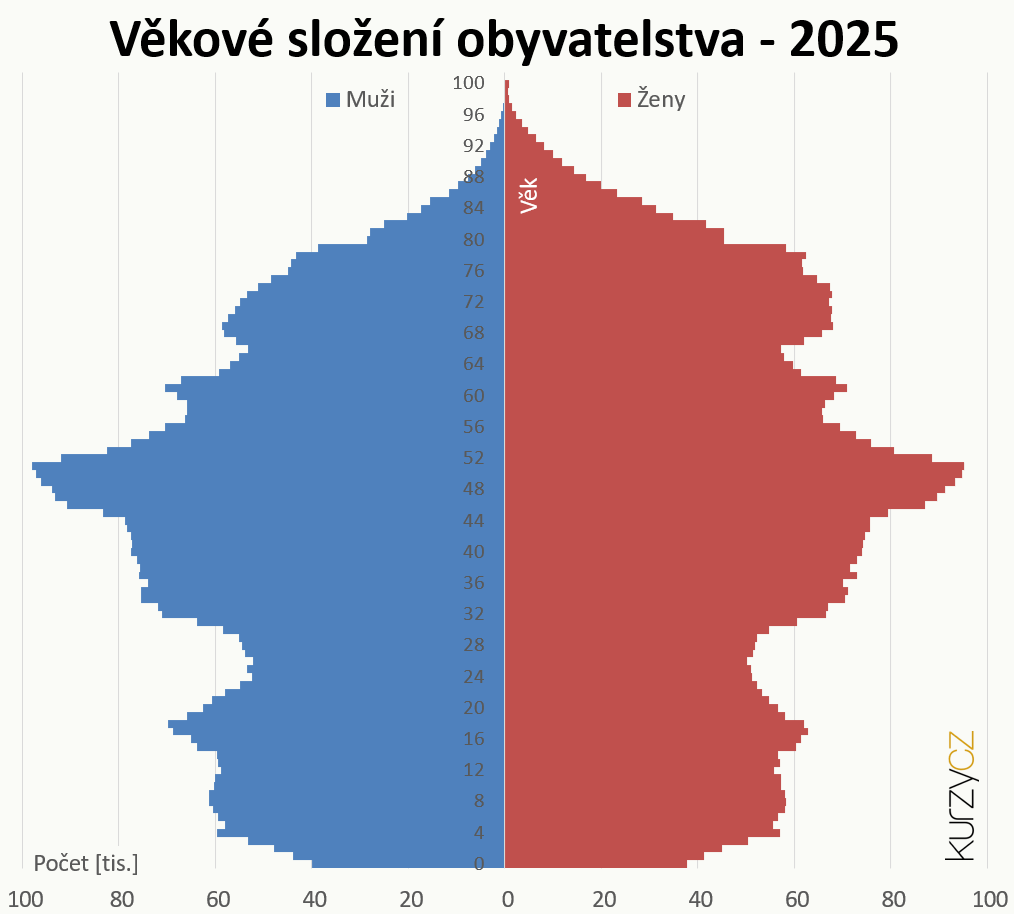
Возрастно-половая пирамида населения Чехии на 2024 год

Бо́льшая часть населения — 64,5 % — находится в репродуктивном возрасте (от 15 до 65 лет), при этом 15,7 % граждан Чехии моложе 15 лет, а 19,8 % — старше 65 лет. В репродуктивном возрасте численность мужчин незначительно превышает численность женщин, однако в постпродуктивном заметно преобладают женщины (на две женщины приходится один мужчина). Средний возраст населения Чехии — 42,8 года (женщины — 44 года, мужчины — 41,2 года). Средняя продолжительность жизни составляет 76,1 года у мужчин и 82 года у женщин (по состоянию на 2022 г.).
Большая часть взрослого населения состоит в браке, хотя доля холостых сравнительно высока: каждый пятый мужчина и каждая восьмая женщина не состоят в браке. В настоящее время мужчины вступают в брак в 28 лет, женщины — в 26 лет, что приближается к европейской тенденции (для сравнения: в 1993 г. эти показатели составляли 23 и 19 лет, соответственно). Первый ребёнок появляется в семье чаще всего уже через шесть месяцев после свадьбы. Для чешских семей характерен высокий уровень разводов.
Экономически активное население составляет 51,5 % от общей численности. Особенность Чехии среди других стран — высокий уровень занятости женщин, которые составляют около 48 % от всего экономически активного населения. Больше всего женщин работает в отраслях сферы обслуживания — здравоохранении, образовании, торговле и общественном питании. Большинство женщин работает в силу экономической необходимости с целью поддержания уровня жизни семьи. Уровень безработицы составляет 2,1 % (Q3/2019), что заметно меньше, чем в 1999—2004 гг. (до 10,5 %).
Значительная часть чехов проживает за пределами Чешской Республики — в Австрии, Германии, США, Канаде, Австралии и других странах. Это результат экономической миграции в поисках заработка, которая приняла заметные масштабы в конце XIX — начале XX века, и политической эмиграции после политического переворота 1948 г. и событий 1968 г.

Неграмотность в Чехии почти отсутствует (изредка встречается среди представителей цыганской национальности старшего возраста). Высокий уровень грамотности был типичным для чехов ещё во время Первой республики (1918—1938 гг.): в то время около 95 % всех жителей имели базовое образование. В последние годы уровень образования заметно вырос. 

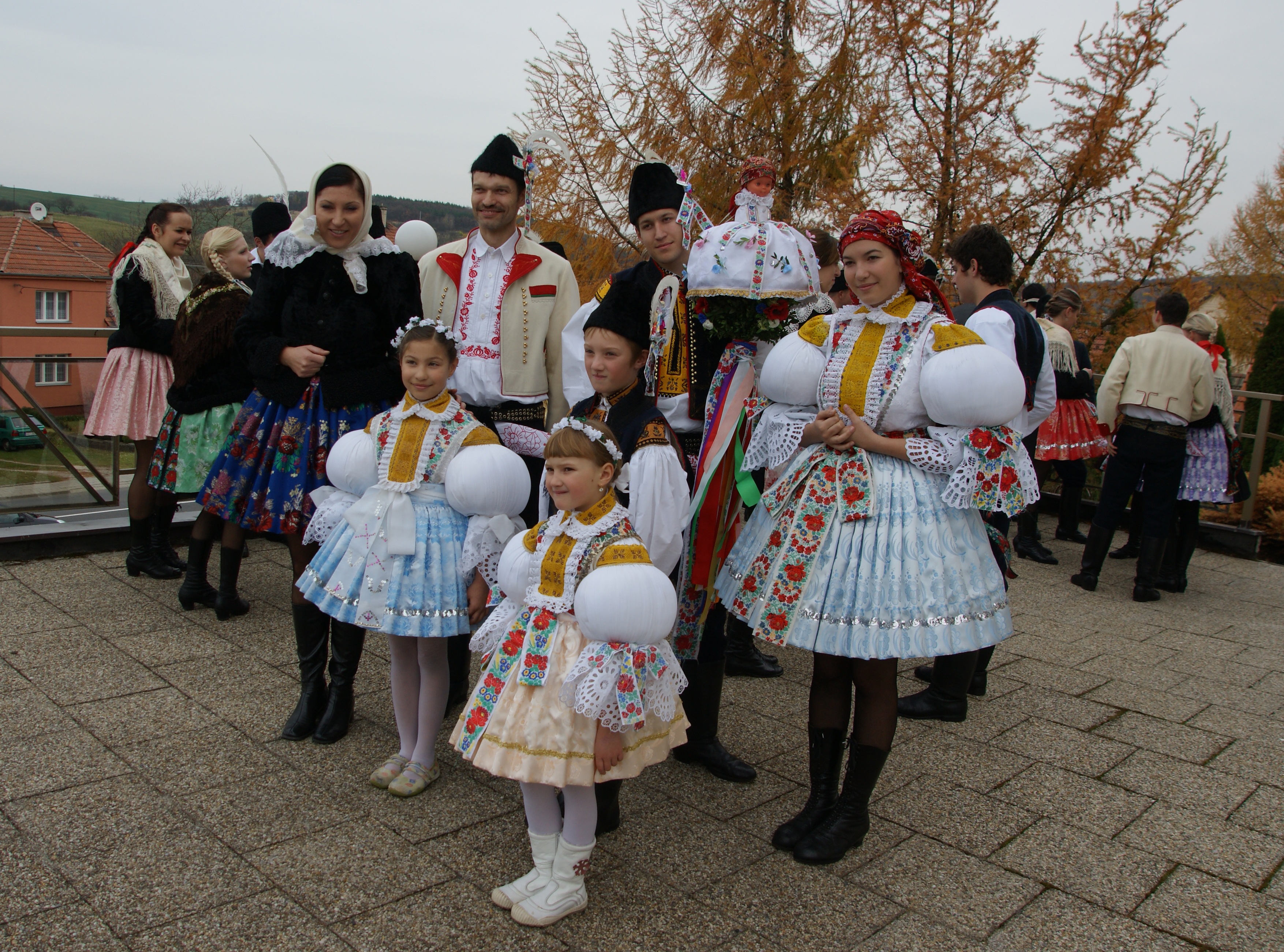
Моравская Словакия

По состоянию на 2023 год, в Чехии по долговременному и постоянному видам на жительство проживало 1 060 432 иностранцев. Основной прирост по сравнению с 2022 годом в размере более 300 тыс. человек был вызван волной беженцев из Украины вследствие войны с Россией.
По данным Чешского статистического управления, в 2023 году численность населения Чехии достигла 10,8 млн человек.

### Языки
По языку чехи относятся к западнославянским народам. В основу ранних произведений чешской письменности XIII—XIV веков был положен язык центральной Чехии, но по мере усиления влияния в стране католической церкви, немецких феодалов и патрициата городов чешский язык стал подвергаться притеснениям в пользу немецкого и латинского языков. 
В период гуситских войн грамотность и литературный чешский язык получили широкое распространение среди народных масс. Затем наступил двухвековой упадок чешской культуры под властью Габсбургов, которые проводили политику онемечивания подвластных славянских народов (к середине XIX века на чешском языке разговаривало 15 % населения, в качестве литературного языка рассматривалась возможность взятия одного из славянских языков — в частности, русского литературного языка). 
Чешский язык начал возрождаться лишь в конце XVIII века; его основой стал литературный язык XVI века, что и объясняет наличие в современном чешском языке многих архаизмов, в отличие от живого разговорного языка. Разговорный язык подразделяется на несколько групп диалектов: чешскую, среднеморавскую и восточноморавскую.

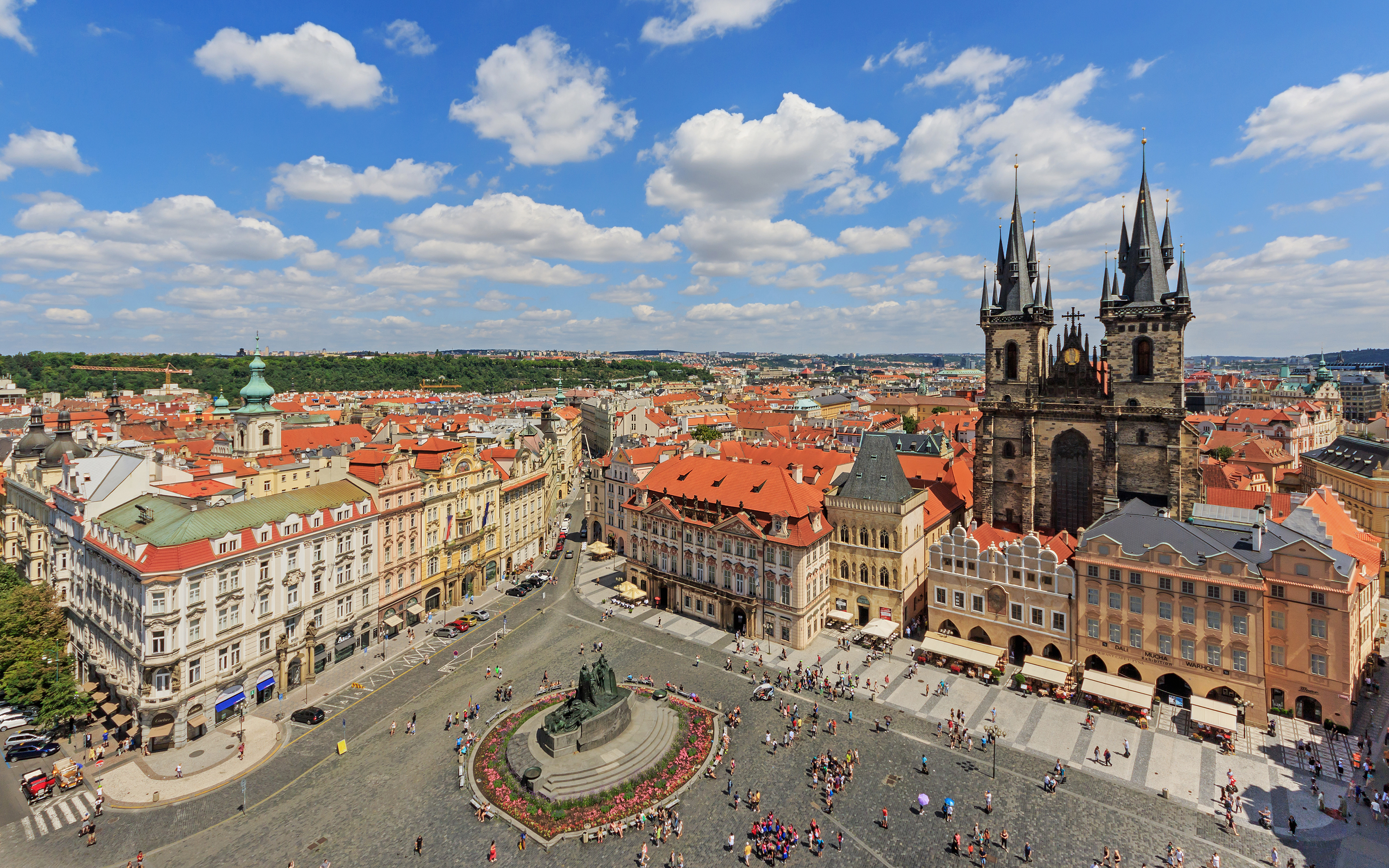
Прага

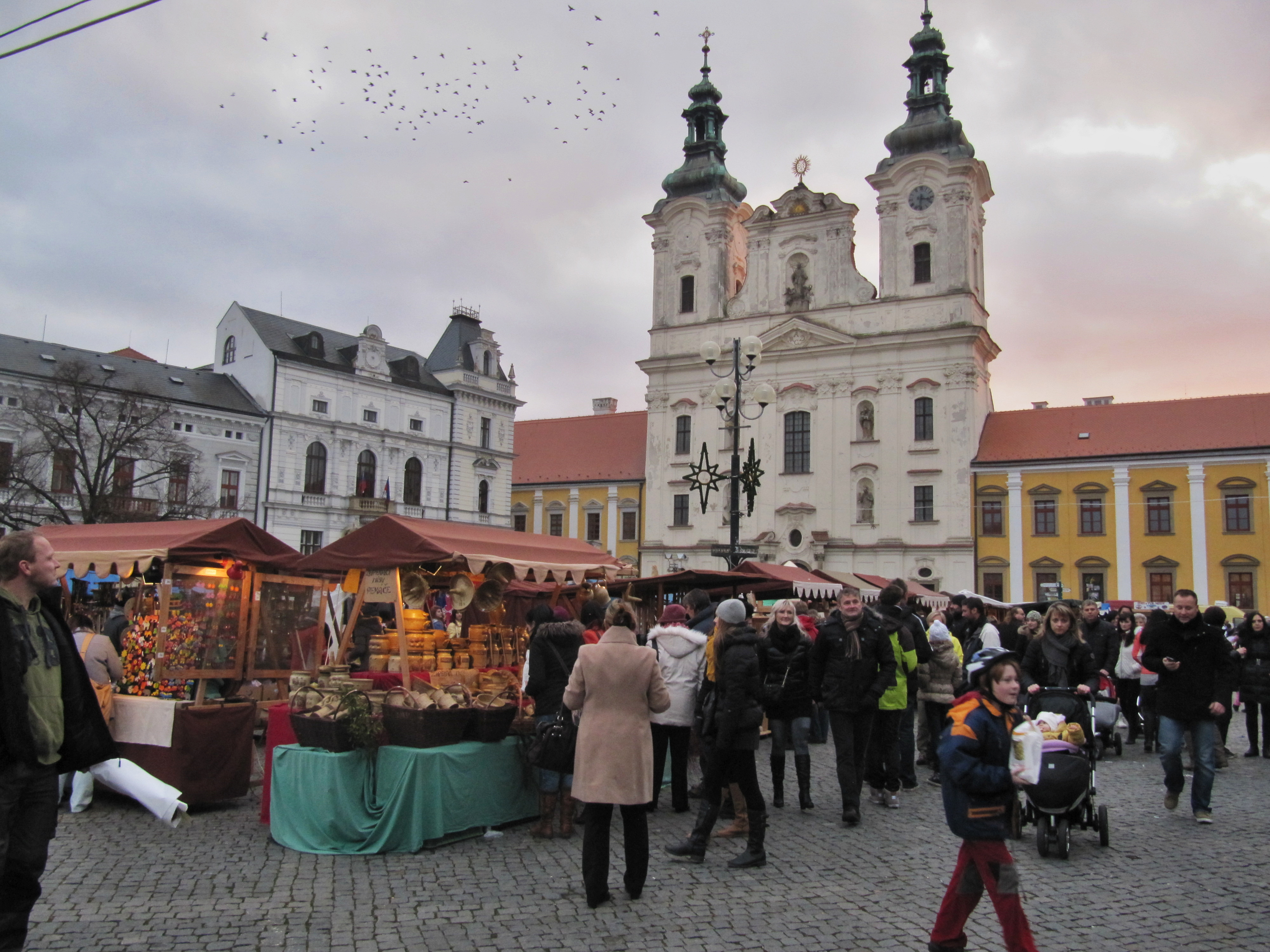
Угерске-Градиште

### Религия
Верующие в Чехии — в основном христиане, исторически — в основном католической конфессии.

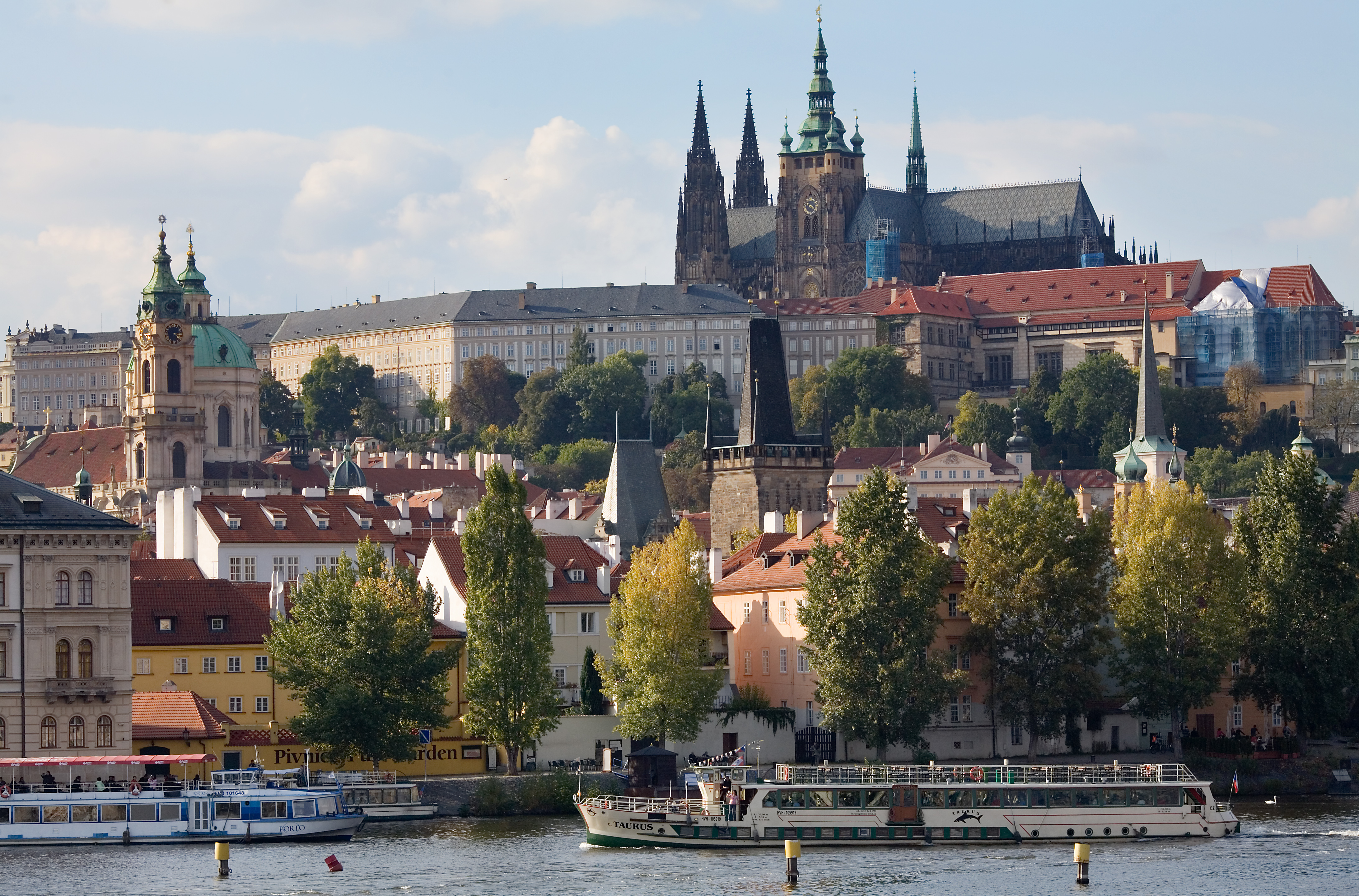
Собор Святого Вита — усыпальница королей Богемии

Согласно переписи, проведённой в 2011 году, 34,5 % граждан Чехии не относят себя к какой-либо религии или церкви; в 2021 г. 56,9 % населения Чехии не относило себя к какому-либо вероисповеданию. На опрос, проведённый в 2005 году, только 19 % опрошенных сообщили, что верят в Бога, 50 % сообщили, что верят в некую природную или духовную силу, и 30 % — что не верят ни во что из этого. Наибольшее число верующих — католики (половина всех верующих, но только 10,4 % общего населения по состоянию на 2005 год), следующая по численности группа — протестанты (0,8 %). Среди протестантских церквей с Чехией тесно связана история чешских (моравских) братьев или гернгутеров.
Существуют также христианские общины других конфессий, крупнейшая из которых — Чехословацкая гуситская церковь, образовавшаяся в качестве самостоятельной церкви после разрыва с Римской Католической церковью в 1920 году, которая ориентируется на историческое движение гуситов, и почитает Яна Гуса как своего духовного наставника.
По переписи 2011 года в Чехии было 20 553 православных (или 0,2 % от общего числа населения). Православная церковь Чешских земель и Словакии образовалась в 1924 году в результате раскола Чехословацкой гуситской церкви, вокруг покинувшего эту церковь и перешедшего в православие гуситского (первоначально — католического) священника Матея Павлика и группы его сторонников. На сегодняшний день она автокефальна и состоит из четырёх епархий, из которых в Чехии — две с 78 приходами (по состоянию на 2007 год).
Больше всего верующих — в Моравии, чуть меньше — на востоке и юге Чехии. Самый большой процент атеистов — в крупных городах, особенно в Северной Чехии.

## Образование
Высшие учебные заведения — университеты и высшие школы (Vysoká škola) и высшие профессиональные школы (Vyšší odborná škola), средние специальные учебные заведения — средние специальные школы (Střední odborná škola) средние общие учебные заведения — гимназии (Gymnázium), начальные учебные заведения — начальные школы (Základní škola).

### Высшие учебные заведения
Государственные высшие учебные заведения финансируются за счёт бюджета и предлагают бесплатное обучение на чешском языке.
Приём заявлений на основные специальности, кроме творческих, проходит с октября года предыдущего поступлению по конец февраля или марта. Вступительные экзамены проходят в мае-июне. Приём заявлений в вузы по творческим специальностям проходит осенью и вступительные экзамены в начале года (январь—февраль). Экзамены по творческим специальностям включают в себя обязательный творческий экзамен. Для поступающих абитуриентов из других стран, кроме Словакии, необходима нострификация документа о последнем уровне образования. Это требование касается поступающих как в государственные вузы, так и в коммерческие.

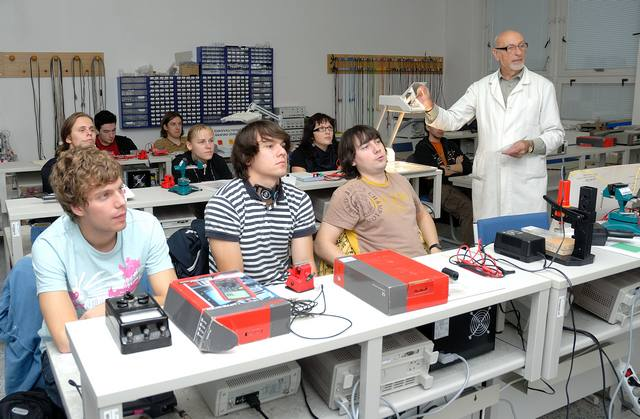
Чешский технический университет

На территории Чехии в настоящее время насчитывается 28 университетов и институтов с государственным финансированием.
Наиболее известные:
- Карлов университет в Праге;
- Университет Масарика;
- Технический университет в Брно;
- Экономический университет в Праге;
- Чешский технический университет в Праге;
- Чешский агротехнический университет в Праге;
- Академия музыкальных искусств в Праге.

Коммерческие высшие учебные заведения финансируются частным капиталом и обучают студентов при условии оплаты за каждый период обучения (семестр, год); оплата колеблется от 15 000—20 000 чешских крон до 90 000 чешских крон за семестр (например, Архитектурный институт в Праге ARCHIP). Коммерческих ВУЗов — порядка 45—50. Они расположены в основном в Праге и Брно.

## Культура
- Архитектура Чехии
- Чешская литература
- Чешская кухня

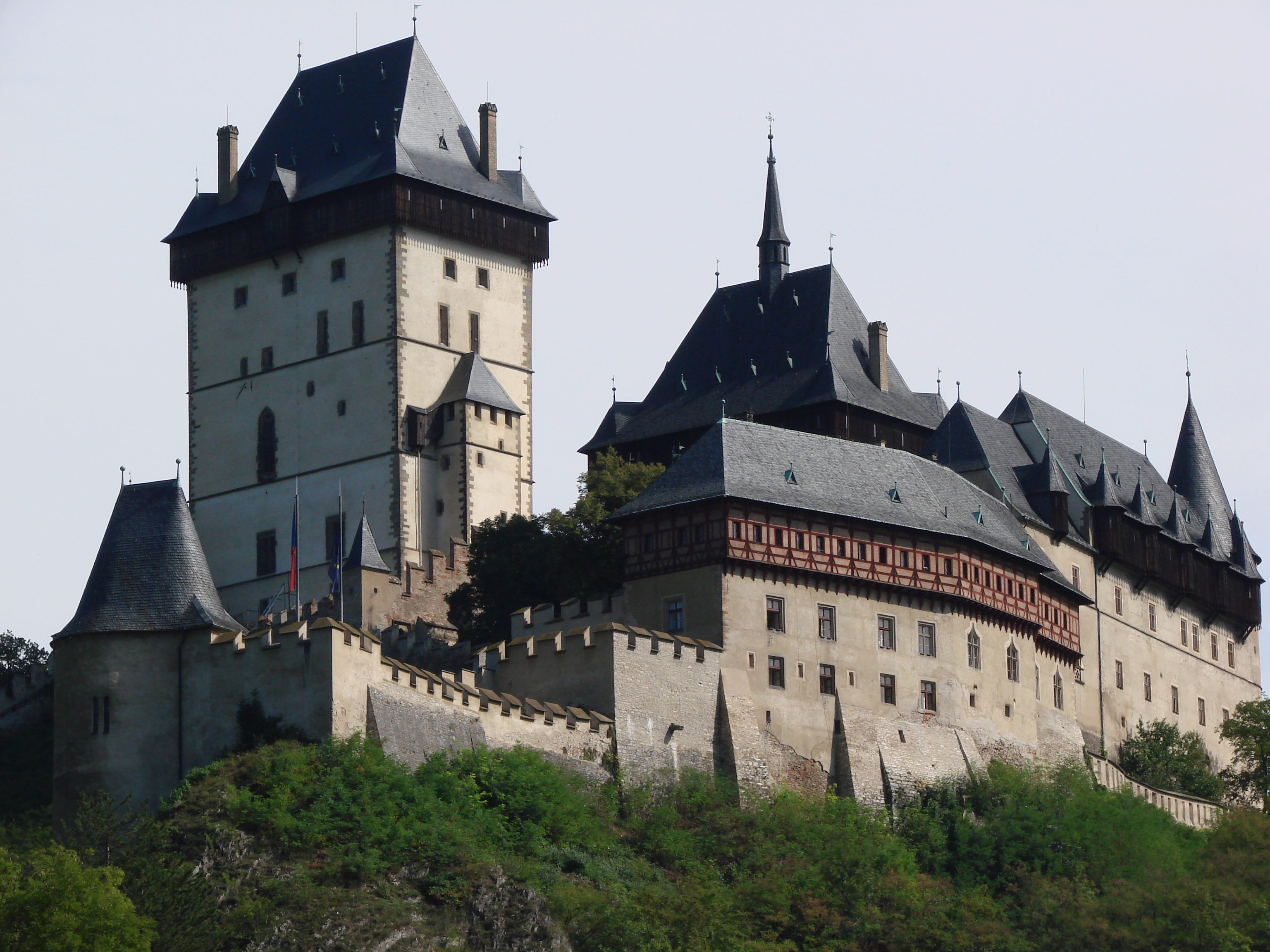
Императорский замок Карлштейн близ Праги

- Список объектов Всемирного наследия ЮНЕСКО в Чехии
- Список национальных памятников культуры Чешской Республики

### Кинематограф
Международное признание чешский кинематограф получил в 1960-е годы во время Чехословацкой новой волны. Такие фильмы как «Магазин на площади» (1965), «Поезда под пристальным наблюдением» (1966) и «Коля» (1996) стали лауреатами премии «Оскар» в номинации за лучший фильм на иностранном языке, ещё шесть человек попали в список номинантов.

## Спорт

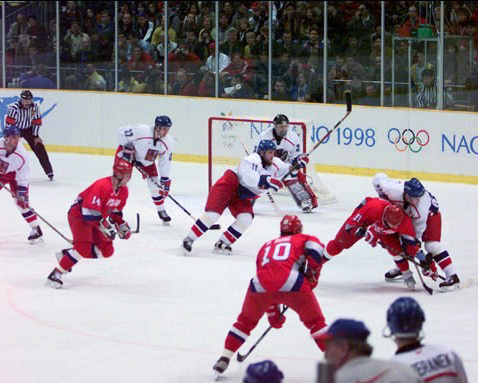
Фрагмент финального матча Россия — Чехия на Олимпийских играх 1998 года в Нагано.

Самые популярные виды спорта в Чехии — футбол и хоккей на льду (в котором чехи удерживают славу сверхдержавы).
Сборная Чехии по футболу (2-е место на чемпионате Европы по футболу 1996 года и полуфиналист в 2004 году) и Сборная Чехии по хоккею (шестикратный чемпион мира) известны всему миру.

Победы, одерживаемые чешскими командами в соревнованиях по футболу и хоккею (в особенности это относится к последнему), жители страны всегда отмечают как большой праздник, а сами спортсмены становятся его главными героями. Например, после того как чешская сборная по хоккею привезла золото с Олимпийских игр в Нагано в 1998 году, на Староместской площади в Праге собралась радостно-возбуждённая толпа фанатов, скандирующих: «Гашека — в замок!». Этот лозунг стал перифразой известного выражения времён Бархатной революции 1989 года, когда люди требовали, чтобы тогдашний диссидент и политический деятель Вацлав Гавел занял место в Пражском Замке в качестве президента.

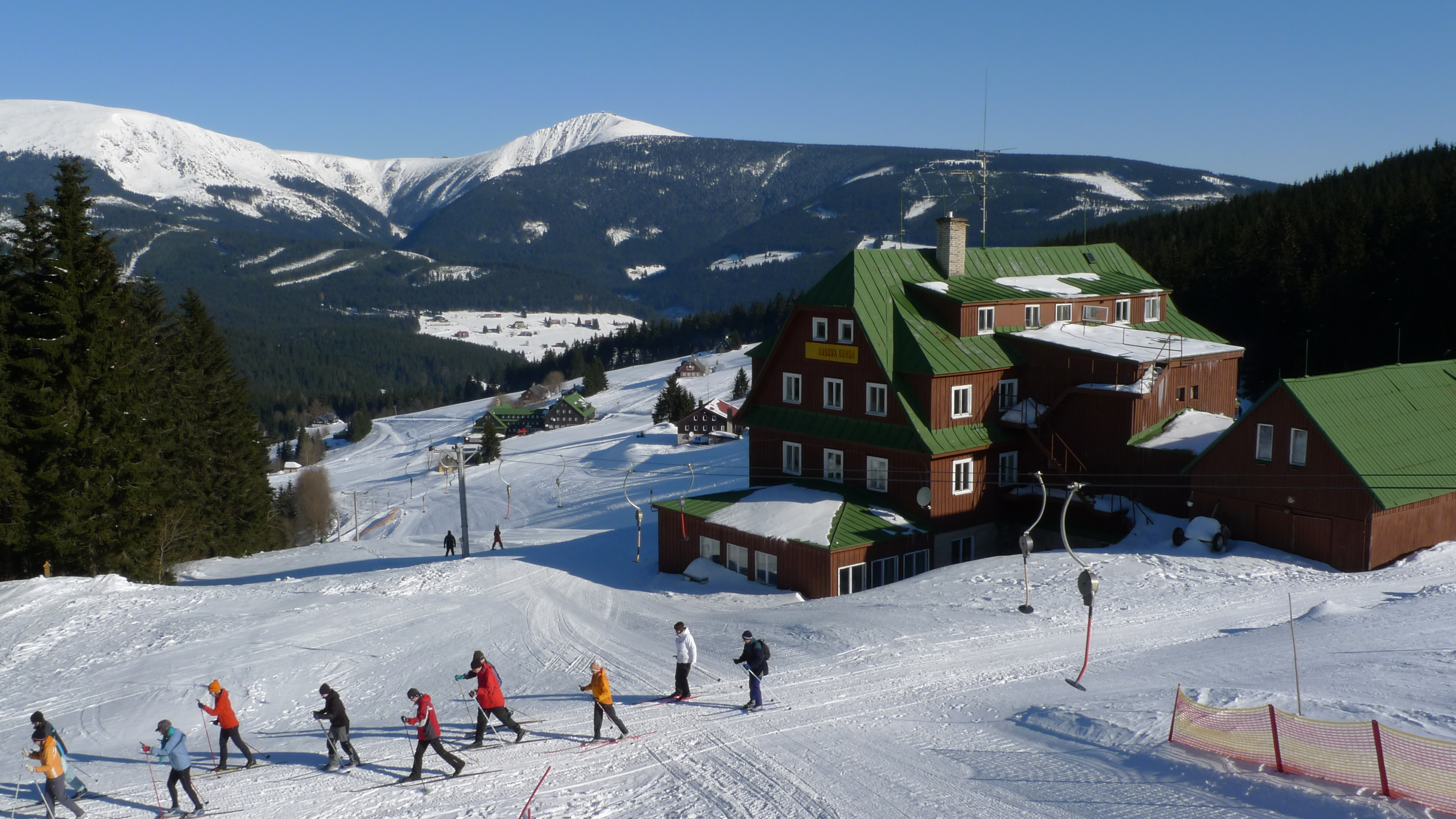
Горнолыжный курорт, Крконоше

Среди видов спорта, в которых чехи традиционно занимают лидирующие позиции, можно отметить также многоборье и водный слалом, и многие другие.

### Десятиборье
Долгое время Чешская Республика лидировала в этом виде спорта. Первопроходец от десятиборья — Роберт Змелик, выигравший золотую медаль на Олимпийских играх 1992 года в Барселоне. Пример Змелика показал всему миру, что для победы важна не только физическая сила спортсмена, но и его психологический настрой и выдержка.
Следующим десятиборцем, продолжившим славную традицию побед чехов в этом виде спорта, стал Томаш Дворжак. Двукратный мировой чемпион, чемпион Европы по десятиборью, обладатель бронзовой медали на Олимпийских играх в Атланте, Дворжак мог бы продолжить свою спортивную карьеру, если бы не проблемы со здоровьем, начавшиеся в 2000 году. Впрочем, к тому времени этому выдающемуся спортсмену уже была подготовлена достойная замена в лице Романа Шебрле. Именно ему удалось побить рекорд Дворжака в 9000 набранных очков, доведя эту отметку до 9026. Произошло это знаменательное событие 27 мая 2001 года в австрийском городе Гётцис. На следующие соревнования, проходившие в 2001 году в канадском Эдмонтоне, Шебрле приехал уже в числе фаворитов. Однако к тому моменту на спортивную арену вернулся Дворжак, и в том же Эдмонтоне стал трёхкратным мировым чемпионом. Шебрле удалось взять реванш на Олимпийских играх 2004 года в Афинах, где он занял первое место.

### Гребной слалом
Множество рек и искусственных каналов (главный из которых — канал Троя[где?]) позволяет тренироваться начинающим спортсменам, наиболее талантливые из которых впоследствии формируют достойную замену профессионалам.
Огромной популярностью в Чехии водный слалом (гребной слалом) начал пользоваться после Олимпийских игр в Барселоне 1992 года, победителем которых в этом виде спорта стал Лукаш Поллерт. Четыре года спустя Штепанка Хилгертова повторила его успех и впоследствии удостаивалась титула «первой леди» этой олимпийской дисциплины в течение 11 лет. В число самых крупных её спортивных успехов входят: золото на Олимпийских играх в Атланте 1996) и в Сиднее (2000), золотая медаль на чемпионате мира в Сеу де Ургелле 1999 года (четыре года спустя она повторила свой успех в немецком Аугсбурге). Кроме того, она стала победительницей европейского чемпионата в Меццано.

### Гребля
Другой традиционный водный вид спорта в Чехии — гребля на двойном каноэ. Самые известные спортсмены, принёсшие славу Чехии, в ней стали Марек Жирас и Томаш Мадер, получившие бронзу на Олимпийских играх в Сиднее, и Ярослав Вольф и Ондрей Штепанек, повторившие успех своих соотечественников в Афинах. Все эти атлеты считаются представителями мировой спортивной элиты.

### Иные виды спорта
Больших успехов чехи добились в большом теннисе. Выдающиеся теннисисты Мартина Навратилова и Иван Лендл — чехи по национальности.
В 2013 году в Чехии (на стадионе Нове-Место-на-Мораве) впервые прошёл чемпионат мира по биатлону. Знаменитые чехи — победители и призёры чемпионатов мира по биатлону в 2000-е: Ярослав Соукуп (2012), Михал Шлезингр (2007), Роман До́стал (2005), Зденек Витек и Катерина Голубцова (2003). Габриэла Коукалова в 2016 году стала обладательницей Большого хрустального глобуса в этом виде спорта.

## Организации
Чехия является членом Совета Европы, Организации Объединённых Наций.
«Чешский Красный Крест» (ЧКК) (чеш. Český červený kříž) — гуманитарная организация, действующая по всей территории Чешской Республики. В своей деятельности ЧКК концентрируется на гуманитарных вопросах и предоставлении медицинской и социальной помощи населению. «Чешский Красный Крест» продолжает деятельность своих предшественников — «Патриотического Общества помощи Чешского Королевства» (чеш. Vlastenecký pomocný spolek pro Království české, основанного 5 сентября 1868 г.) и «Чехословацкого Красного Креста» (основанного 6 февраля 1919 г.).

### Профсоюзы
Крупнейший профцентр — Чешскоморавская конфедерация профсоюзов (Českomoravská konfederace odborových svazů).

### Комментарии
1. ↑  Также .eu как член Евросоюза.

### Информация
- Официальный портал правительства ЧР (чешск.) (англ.)
- Официальный сайт президента ЧР (чешск.) (англ.)
- Официальный сайт палаты депутатов ЧР (чешск.) (англ.)
- Официальный сайт сената ЧР (чешск.) (англ.)
- Основная информация о Чешской Республике на официальном сайте посольства Чешской Республики